# Liga Femenina de Costa Rica 2019
La temporada 2019 de la Primera División Femenina de Costa Rica, fue la edición 18° del torneo de liga de fútbol de dicho país, iniciando en marzo y finalizando en diciembre de 2019. AD Coronado fue el equipo que ascendió en 2018 para participar en esta temporada, Liberia descendió a Segunda División al quedar en última posición en la tabla general.
Para octubre CODEA firma un convenio de cooperación con LD Alajuelense, así como AD Moravia lo hace con CS Herediano por lo que pasan a ser sus representantes en la Liga Fútbol Femenina, el traspaso de Shirley Cruz a Alajuelense FF se convierte en el primer contrato profesional de la historia del fútbol femenino en Costa Rica. En la temporada se batió el récord de asistencia en la historia de la Liga Fútbol Femenina en 4 ocasiones, el primero en un juego entre Saprissa FF y AD Moravia, Alajuelense FF, AD Moravia en el estadio Morera Soto con 5 800 entradas vendidas, Saprissa FF ante Alajuelense FF con 6 832 asistentes, y el Alajuelense FF vs Saprissa FF en la Final Nacional con 16 900.
Saprissa FF al ser campeón de Apertura se enfrenta a Alajuelense FF como campeón de Clausura en la final nacional, donde Las Leonas consiguen su primer título nacional al vencer a Las Moradas en el global 2-1.

## Sistema de competición
La temporada se divide en torneos de Apertura/Clausura, donde ambos campeones se enfrentarán en una final nacional, en caso de que un mismo equipo gane ambos torneos se declara automáticamente campeón nacional.
Cada torneo está conformado en dos partes:
- Fase de clasificación: Se integra por las 14 jornadas del torneo.
- Fase final: Se integra por los cuatro clubes mejor ubicados.

### Fase de clasificación
En la fase de clasificación se observará el sistema de puntos. La ubicación en la tabla general está sujeta a lo siguiente:
- Por juego ganado se obtendrán tres puntos.
- Por juego empatado se obtendrá un punto.
- Por juego perdido no se otorgan puntos.

### Fase final
Los cuatro clubes calificados para esta fase del torneo se enfrentarán en semifinales, donde el primero se enfrenta al cuarto y el segundo al tercero. Los partidos a esta fase se desarrollan a visita recíproca, en las siguientes etapas:
- Semifinales
- Final

## Equipos participantes
Equipos participantes.
| Provincia  | Club             | Entrenador      | Televisora | Ciudad                 | Estadio               | Capacidad |
| ---------- | ---------------- | --------------- | ---------- | ---------------------- | --------------------- | --------- |
| San José   | Saprissa FF      | Karol Robles    |            | San Juán de Tibás      | Ricardo Saprissa      | 21 000    |
| San José   | Dimas Escazú     | Geovanni Vargas |            | Escazú                 | Nicolás Masís         | 3 000     |
| San José   | AD Coronado      | Olman Oviedo    |            | San Isidro de Coronado | Municipal El Labrador | 2 500     |
| San José   | AD Moravia       | Bernal Castillo |            | Moravia                | Rosabal Cordero       | 8 700     |
| Alajuela   | Alajuelense FF   | Edgar Rodríguez |            | Alajuela               | Morera Soto           | 17 895    |
| Heredia    | Universitarias   | Allan Campos    |            | Belén                  | Polideportivo         | 4 400     |
| Limón      | Municipal Pococí | Jimmy Núñez     |            | Guápiles               | Ebal Rodríguez        | 2 600     |
| Guanacaste | CCDR Liberia     | Wilber Mora     |            | Liberia                | Edgardo Baltonado     | 6 000     |

## Torneo de Apertura

### Tabla de posiciones
| Pos. | Equipos          |  | PJ | PG | PE | PP | GF | GC | Dif. | Pts. | Notas                               |
| ---- | ---------------- |  | -- | -- | -- | -- | -- | -- | ---- | ---- | ----------------------------------- |
| 1.   | AD Moravia       |  | 14 | 12 | 2  | 0  | 37 | 7  | 30   | 38   | Líder y clasifica a las semifinales |
| 2.   | CODEA FF         |  | 14 | 10 | 0  | 4  | 47 | 22 | 25   | 30   | Clasifican a las semifinales        |
| 3.   | Saprissa FF      |  | 14 | 9  | 1  | 4  | 38 | 15 | 23   | 28   | Clasifican a las semifinales        |
| 4.   | Dimas Escazú     |  | 14 | 8  | 3  | 3  | 32 | 23 | 9    | 27   | Clasifican a las semifinales        |
| 5.   | Universitarias   |  | 13 | 3  | 1  | 9  | 18 | 34 | -16  | 10   |                                     |
| 6.   | AD Coronado      |  | 14 | 3  | 1  | 10 | 16 | 37 | -21  | 10   |                                     |
| 7.   | CCDR Liberia     |  | 14 | 3  | 1  | 10 | 15 | 44 | -29  | 10   |                                     |
| 8.   | Municipal Pococí |  | 13 | 2  | 1  | 10 | 14 | 35 | -21  | 7    | Último lugar                        |

### Fase final
|  | Semifinales                               | Semifinales                               | Semifinales                               | Semifinales                               | Semifinales                               |   |       | Final                                  | Final                                  | Final                                  | Final                                  | Final                                  |  |
|  | 7 / 9 de junio (ida) 12 de junio (vuelta) | 7 / 9 de junio (ida) 12 de junio (vuelta) | 7 / 9 de junio (ida) 12 de junio (vuelta) | 7 / 9 de junio (ida) 12 de junio (vuelta) | 7 / 9 de junio (ida) 12 de junio (vuelta) |   |       | 16 de junio (ida) 22 de junio (vuelta) | 16 de junio (ida) 22 de junio (vuelta) | 16 de junio (ida) 22 de junio (vuelta) | 16 de junio (ida) 22 de junio (vuelta) | 16 de junio (ida) 22 de junio (vuelta) |  |
|  |                                           |                                           |                                           |                                           |                                           |   |       |                                        |                                        |                                        |                                        |                                        |  |
|  |                                           |                                           |                                           |                                           |                                           |   |       |                                        |                                        |                                        |                                        |                                        |  |
|  | 1° A                                      | AD Moravia                                | 4                                         | 3                                         | 7                                         |   |       |                                        |                                        |                                        |                                        |                                        |  |
|  | 1° A                                      | AD Moravia                                | 4                                         | 3                                         | 7                                         |   |       |                                        |                                        |                                        |                                        |                                        |  |
|  | 2° B                                      | Dimas Escazú                              | 1                                         | 0                                         | 1                                         |   |       |                                        |                                        |                                        |                                        |                                        |  |
|  | 2° B                                      | Dimas Escazú                              | 1                                         | 0                                         | 1                                         |   | F1    | AD Moravia                             | 1                                      | 1                                      | 2 (5)                                  |                                        |  |
|  |                                           |                                           |                                           |                                           |                                           |   | F1    | AD Moravia                             | 1                                      | 1                                      | 2 (5)                                  |                                        |  |
|  |                                           |                                           | F2                                        | Saprissa FF                               | 1                                         | 1 | 2 (6) |                                        |                                        |                                        |                                        |                                        |  |
|  | 1° B                                      | CODEA FF                                  | F2                                        | Saprissa FF                               | 1                                         | 1 | 2 (6) | 2                                      | 2                                      | 4 (3)                                  |                                        |                                        |  |
|  | 1° B                                      | CODEA FF                                  |                                           |                                           |                                           |   |       | 2                                      | 2                                      | 4 (3)                                  |                                        |                                        |  |
|  | 2° A                                      | Saprissa FF                               | 4                                         | 0                                         | 4 (4)                                     |   |       |                                        |                                        |                                        |                                        |                                        |  |
|  | 2° A                                      | Saprissa FF                               | 4                                         | 0                                         | 4 (4)                                     |   |       |                                        |                                        |                                        |                                        |                                        |  |
|  |                                           |                                           |                                           |                                           |                                           |   |       |                                        |                                        |                                        |                                        |                                        |  |

### Final
| Liga Fútbol Femenina, Final Apertura J.1; 16 de junio de 2019 | Saprissa FF                    | 1:1 (1:1) | AD Moravia        | Estadio Ricardo Saprissa, Tibás |  |
|                                                               | - María Paula Salas 45' (pen.) | Reporte   | - Diana Araya 17' |                                 |  |

| Liga Fútbol Femenina, Final Apertura J.2; 22 de junio de 2019 | AD Moravia          | 1:1 (1:1) (6-5 p.) | Saprissa FF               | Estadio Coyella Fonseca, Guadalupe |  |
|                                                               | - Carol Sánchez 32' | Reporte            | - Daniela Cruz 23' (t.l.) |                                    |  |

## Torneo de Clausura

### Tabla de posiciones
| Pos. | Equipos          |  | PJ | PG | PE | PP | GF | GC | Dif. | Pts. | Notas                               |
| ---- | ---------------- |  | -- | -- | -- | -- | -- | -- | ---- | ---- | ----------------------------------- |
| 1.   | CODEA FF         |  | 14 | 11 | 0  | 3  | 46 | 15 | 31   | 33   | Líder y clasifica a las semifinales |
| 2.   | AD Moravia       |  | 14 | 10 | 2  | 2  | 28 | 12 | 16   | 32   | Clasifican a las semifinales        |
| 3.   | Saprissa FF      |  | 14 | 9  | 1  | 4  | 25 | 17 | 8    | 28   | Clasifican a las semifinales        |
| 4.   | AD Coronado      |  | 14 | 6  | 1  | 7  | 21 | 23 | -2   | 19   | Clasifican a las semifinales        |
| 5.   | Dimas Escazú     |  | 14 | 4  | 6  | 4  | 22 | 20 | 2    | 18   |                                     |
| 6.   | Municipal Pococí |  | 14 | 3  | 3  | 8  | 14 | 23 | -9   | 12   |                                     |
| 7.   | Universitarias   |  | 14 | 2  | 3  | 9  | 9  | 33 | -24  | 9    |                                     |
| 8.   | CCDR Liberia     |  | 14 | 2  | 2  | 9  | 11 | 33 | -22  | 8    | Último lugar                        |

### Fase final
|  | Semifinales                                                          | Semifinales                                                          | Semifinales                                                          | Semifinales                                                          | Semifinales                                                          |   |    | Final                                        | Final                                        | Final                                        | Final                                        | Final                                        |  |
|  | 28 / 29 de noviembre (ida) 30 de noviembre y 1 de diciembre (vuelta) | 28 / 29 de noviembre (ida) 30 de noviembre y 1 de diciembre (vuelta) | 28 / 29 de noviembre (ida) 30 de noviembre y 1 de diciembre (vuelta) | 28 / 29 de noviembre (ida) 30 de noviembre y 1 de diciembre (vuelta) | 28 / 29 de noviembre (ida) 30 de noviembre y 1 de diciembre (vuelta) |   |    | 5 de diciembre (ida) 9 de diciembre (vuelta) | 5 de diciembre (ida) 9 de diciembre (vuelta) | 5 de diciembre (ida) 9 de diciembre (vuelta) | 5 de diciembre (ida) 9 de diciembre (vuelta) | 5 de diciembre (ida) 9 de diciembre (vuelta) |  |
|  |                                                                      |                                                                      |                                                                      |                                                                      |                                                                      |   |    |                                              |                                              |                                              |                                              |                                              |  |
|  |                                                                      |                                                                      |                                                                      |                                                                      |                                                                      |   |    |                                              |                                              |                                              |                                              |                                              |  |
|  | 1° A                                                                 | Alajuelense FF                                                       | 6                                                                    | 1                                                                    | 7                                                                    |   |    |                                              |                                              |                                              |                                              |                                              |  |
|  | 1° A                                                                 | Alajuelense FF                                                       | 6                                                                    | 1                                                                    | 7                                                                    |   |    |                                              |                                              |                                              |                                              |                                              |  |
|  | 2° B                                                                 | AD Coronado                                                          | 0                                                                    | 1                                                                    | 1                                                                    |   |    |                                              |                                              |                                              |                                              |                                              |  |
|  | 2° B                                                                 | AD Coronado                                                          | 0                                                                    | 1                                                                    | 1                                                                    |   | F1 | Alajuelense FF                               | 1                                            | 3                                            | 4                                            |                                              |  |
|  |                                                                      |                                                                      |                                                                      |                                                                      |                                                                      |   | F1 | Alajuelense FF                               | 1                                            | 3                                            | 4                                            |                                              |  |
|  |                                                                      |                                                                      | F2                                                                   | AD Moravia                                                           | 1                                                                    | 1 | 2  |                                              |                                              |                                              |                                              |                                              |  |
|  | 1° B                                                                 | AD Moravia                                                           | F2                                                                   | AD Moravia                                                           | 1                                                                    | 1 | 2  | 3                                            | 3                                            | 6                                            |                                              |                                              |  |
|  | 1° B                                                                 | AD Moravia                                                           |                                                                      |                                                                      |                                                                      |   |    | 3                                            | 3                                            | 6                                            |                                              |                                              |  |
|  | 2° A                                                                 | Saprissa FF                                                          | 0                                                                    | 0                                                                    | 0                                                                    |   |    |                                              |                                              |                                              |                                              |                                              |  |
|  | 2° A                                                                 | Saprissa FF                                                          | 0                                                                    | 0                                                                    | 0                                                                    |   |    |                                              |                                              |                                              |                                              |                                              |  |
|  |                                                                      |                                                                      |                                                                      |                                                                      |                                                                      |   |    |                                              |                                              |                                              |                                              |                                              |  |

### Final
| Liga Fútbol Femenina, Final Clausura J.1; 5 de diciembre de 2019 | AD Moravia        | 1:1 (0:0) | Alajuelense FF                        | Estadio Eladio Rosabal, Heredia |                              |
|                                                                  | - Diana Saénz 79' | Reporte   | - María Fernanda Barrantes 59' (pen.) | Asistencia: 750 espectadores    | Asistencia: 750 espectadores |

| Liga Fútbol Femenina, Final Clausura J.2; 9 de diciembre de 2019 | Alajuelense FF                                                            | 3:1 (0:1) | AD Moravia         | Estadio Alejandro Morera, Alajuela |                                |
|                                                                  | - Ivonne Rodríguez 49' - María Fernanda Barrantes 51' - Daniela Mesén 93' | Reporte   | - Wendy Acosta 23' | Asistencia: 5 800 espectadores     | Asistencia: 5 800 espectadores |

## No Descenso
Desciende el último lugar de la tabla acumulada.
| Pos. | Equipos        |  | PJ | PG | PE | PP | GF | GC | Dif. | Pts. | Notas                        |
| ---- | -------------- |  | -- | -- | -- | -- | -- | -- | ---- | ---- | ---------------------------- |
| 7.   | Universitarias |  | 28 | 5  | 4  | 19 | 28 | 69 | -41  | 19   |                              |
| 8.   | CCDR Liberia   |  | 28 | 5  | 3  | 20 | 26 | 77 | -51  | 18   | Desciende a Segunda División |

## Final Nacional
La Final Nacional se disputa entre los campeones del torneo de Apertura y Clausura para definir el campeón Nacional de la temporada.
| Liga Fútbol Femenina, Final Nacional J.1; 12 de diciembre de 2019 | Saprissa FF          | 1:1 (1:1) | Alajuelense FF                  | Estadio Ricardo Saprissa, Tibás                          |                                                          |
|                                                                   | - 40' Mariela Campos | Reporte   | - 26' (a.g.) Fabiola Villalobos | Asistencia: 6 820 espectadores Árbitro(s): Milena Zamora | Asistencia: 6 820 espectadores Árbitro(s): Milena Zamora |

| Liga Fútbol Femenina, Final Nacional J.2; 16 de diciembre de 2019 | Alajuelense FF            | 1:0 (0:0) | Saprissa FF | Estadio Alejandro Morera, Alajuela                      |                                                         |
|                                                                   | - Priscila Chinchilla 64' | Reporte   |             | Asistencia: 16 900 espectadores Árbitro(s): Rebeca Mora | Asistencia: 16 900 espectadores Árbitro(s): Rebeca Mora |

### Primer juego
| 18    | POR   | Noelia Bermúdez     |  |
| 16    | DEF   | Gabriela Guillén    |  |
| 3     | DEF   | Marianne Ugalde     |  |
| 5     | DEF   | Fernanda Chavarría  |  |
| 3     | DEF   | María José Brenes   |  |
| 10    | MED   | Gloriana Villalobos |  |
| 21    | MED   | Catalina Estrada    |  |
| 14    | MED   | Fabiola Villalobos  |  |
| 7     | MED   | Mariela Campos      |  |
| 9     | DEL   | Carolina Venegas    |  |
| 17    | DEL   | María Paula Salas   |  |
| D. T. | D. T. | Karol Robles        |  |

| 22    | POR   | Yalitza Sánchez          |  |
| 12    | DEF   | Laura Sánchez            |  |
| 4     | DEF   | Ivonne Rodríguez         |  |
| 5     | DEF   | Raquel Chacón            |  |
| 19    | DEF   | Valery Sandoval          |  |
| 10    | MED   | Shirley Cruz             |  |
| 7     | MED   | Viviana Chinchilla       |  |
| 21    | MED   | Lixy Rodríguez           |  |
| 11    | DEL   | Priscilla Chinchilla     |  |
| 17    | DEL   | María Fernanda Barrantes |  |
| 9     | DEL   | Sabrina Vásquez          |  |
| D. T. | D. T. | Edgar Rodríguez          |  |

| 4  | DEL | María Paula Porras | Entró |
| 27 | MED | Katherin Arroyo    | Entró |
| 2  | MED | Carolina Angúlo    | Entró |
| 12 | DEF | Kimberly Lázaro    | Entró |

| 16 | MED | Daniela Mesén       | Entró |
| 6  | DEF | Yoxseline Rodríguez | Entró |

| 40' | Mariela Campos | 1:1 |

| 26' (a.g.) | Fabiola Villalobos | 0:1 |

| Principal  | Milena Zamora    |
| Asistentes | Kimberly Moreira |
|            | Paola Angúlo     |
| Cuarto     | Deily Gómez      |

| 18    | POR   | Noelia Bermúdez     |  |
| 16    | DEF   | Gabriela Guillén    |  |
| 3     | DEF   | Marianne Ugalde     |  |
| 5     | DEF   | Fernanda Chavarría  |  |
| 3     | DEF   | María José Brenes   |  |
| 10    | MED   | Gloriana Villalobos |  |
| 21    | MED   | Catalina Estrada    |  |
| 14    | MED   | Fabiola Villalobos  |  |
| 7     | MED   | Mariela Campos      |  |
| 9     | DEL   | Carolina Venegas    |  |
| 17    | DEL   | María Paula Salas   |  |
| D. T. | D. T. | Karol Robles        |  |

| 22    | POR   | Yalitza Sánchez          |  |
| 12    | DEF   | Laura Sánchez            |  |
| 4     | DEF   | Ivonne Rodríguez         |  |
| 5     | DEF   | Raquel Chacón            |  |
| 19    | DEF   | Valery Sandoval          |  |
| 10    | MED   | Shirley Cruz             |  |
| 7     | MED   | Viviana Chinchilla       |  |
| 21    | MED   | Lixy Rodríguez           |  |
| 11    | DEL   | Priscilla Chinchilla     |  |
| 17    | DEL   | María Fernanda Barrantes |  |
| 9     | DEL   | Sabrina Vásquez          |  |
| D. T. | D. T. | Edgar Rodríguez          |  |

| 4  | DEL | María Paula Porras | Entró |
| 27 | MED | Katherin Arroyo    | Entró |
| 2  | MED | Carolina Angúlo    | Entró |
| 12 | DEF | Kimberly Lázaro    | Entró |

| 16 | MED | Daniela Mesén       | Entró |
| 6  | DEF | Yoxseline Rodríguez | Entró |

| 40' | Mariela Campos | 1:1 |

| 26' (a.g.) | Fabiola Villalobos | 0:1 |

| Principal  | Milena Zamora    |
| Asistentes | Kimberly Moreira |
|            | Paola Angúlo     |
| Cuarto     | Deily Gómez      |

| 18    | POR   | Noelia Bermúdez     |  |
| 16    | DEF   | Gabriela Guillén    |  |
| 3     | DEF   | Marianne Ugalde     |  |
| 5     | DEF   | Fernanda Chavarría  |  |
| 3     | DEF   | María José Brenes   |  |
| 10    | MED   | Gloriana Villalobos |  |
| 21    | MED   | Catalina Estrada    |  |
| 14    | MED   | Fabiola Villalobos  |  |
| 7     | MED   | Mariela Campos      |  |
| 9     | DEL   | Carolina Venegas    |  |
| 17    | DEL   | María Paula Salas   |  |
| D. T. | D. T. | Karol Robles        |  |

| 22    | POR   | Yalitza Sánchez          |  |
| 12    | DEF   | Laura Sánchez            |  |
| 4     | DEF   | Ivonne Rodríguez         |  |
| 5     | DEF   | Raquel Chacón            |  |
| 19    | DEF   | Valery Sandoval          |  |
| 10    | MED   | Shirley Cruz             |  |
| 7     | MED   | Viviana Chinchilla       |  |
| 21    | MED   | Lixy Rodríguez           |  |
| 11    | DEL   | Priscilla Chinchilla     |  |
| 17    | DEL   | María Fernanda Barrantes |  |
| 9     | DEL   | Sabrina Vásquez          |  |
| D. T. | D. T. | Edgar Rodríguez          |  |

| 4  | DEL | María Paula Porras | Entró |
| 27 | MED | Katherin Arroyo    | Entró |
| 2  | MED | Carolina Angúlo    | Entró |
| 12 | DEF | Kimberly Lázaro    | Entró |

| 16 | MED | Daniela Mesén       | Entró |
| 6  | DEF | Yoxseline Rodríguez | Entró |

| 40' | Mariela Campos | 1:1 |

| 26' (a.g.) | Fabiola Villalobos | 0:1 |

| Principal  | Milena Zamora    |
| Asistentes | Kimberly Moreira |
|            | Paola Angúlo     |
| Cuarto     | Deily Gómez      |

| 18    | POR   | Noelia Bermúdez     |  |
| 16    | DEF   | Gabriela Guillén    |  |
| 3     | DEF   | Marianne Ugalde     |  |
| 5     | DEF   | Fernanda Chavarría  |  |
| 3     | DEF   | María José Brenes   |  |
| 10    | MED   | Gloriana Villalobos |  |
| 21    | MED   | Catalina Estrada    |  |
| 14    | MED   | Fabiola Villalobos  |  |
| 7     | MED   | Mariela Campos      |  |
| 9     | DEL   | Carolina Venegas    |  |
| 17    | DEL   | María Paula Salas   |  |
| D. T. | D. T. | Karol Robles        |  |

| 22    | POR   | Yalitza Sánchez          |  |
| 12    | DEF   | Laura Sánchez            |  |
| 4     | DEF   | Ivonne Rodríguez         |  |
| 5     | DEF   | Raquel Chacón            |  |
| 19    | DEF   | Valery Sandoval          |  |
| 10    | MED   | Shirley Cruz             |  |
| 7     | MED   | Viviana Chinchilla       |  |
| 21    | MED   | Lixy Rodríguez           |  |
| 11    | DEL   | Priscilla Chinchilla     |  |
| 17    | DEL   | María Fernanda Barrantes |  |
| 9     | DEL   | Sabrina Vásquez          |  |
| D. T. | D. T. | Edgar Rodríguez          |  |

| 4  | DEL | María Paula Porras | Entró |
| 27 | MED | Katherin Arroyo    | Entró |
| 2  | MED | Carolina Angúlo    | Entró |
| 12 | DEF | Kimberly Lázaro    | Entró |

| 16 | MED | Daniela Mesén       | Entró |
| 6  | DEF | Yoxseline Rodríguez | Entró |

| 40' | Mariela Campos | 1:1 |

| 26' (a.g.) | Fabiola Villalobos | 0:1 |

| Principal  | Milena Zamora    |
| Asistentes | Kimberly Moreira |
|            | Paola Angúlo     |
| Cuarto     | Deily Gómez      |

### Segundo juego
| 22    | POR   | Yalitza Sánchez          |  |
| 12    | DEF   | Laura Sánchez            |  |
| 4     | DEF   | Ivonne Rodríguez         |  |
| 5     | DEF   | Raquel Chacón            |  |
| 19    | DEF   | Valery Sandoval          |  |
| 10    | MED   | Shirley Cruz             |  |
| 7     | MED   | Viviana Chinchilla       |  |
| 21    | MED   | Lixy Rodríguez           |  |
| 11    | DEL   | Priscilla Chinchilla     |  |
| 17    | DEL   | María Fernanda Barrantes |  |
| 9     | DEL   | Sabrina Vásquez          |  |
| D. T. | D. T. | Edgar Rodríguez          |  |

| 18    | POR   | Noelia Bermúdez      |  |
| 16    | DEF   | Gabriela Guillén     |  |
| 12    | DEF   | Kimberly Lázaro      |  |
| 19    | DEF   | María José Brenes    |  |
| 3     | DEF   | Marianne Ugalde      |  |
| 10    | MED   | Gloriana Villalobos  |  |
| 6     | MED   | María Paula Elizondo |  |
| 14    | MED   | Fabiola Villalobos   |  |
| 7     | MED   | Mariela Campos       |  |
| 9     | DEL   | Carolina Venegas     |  |
| 17    | DEL   | María Paula Salas    |  |
| D. T. | D. T. | Karol Robles         |  |

| 6  | MED | Yoxseline Rodríguez | 15' |
| 16 | DEF | Daniela Mesén       | 44' |

| 27 | MED | Katheryn Arroyo    | 89' |
| 21 | MED | Catalina Estrada   | 55' |
| 4  | DEL | María Paula Porras | 78' |
| 22 | DEF | Fernanda Chavarría | 70' |

| 64' | Priscilla Chinchilla | 1:0 |

| Principal  | Rebeca Mora    |
| Asistentes | Kindria Agüero |
|            | Kembly Campos  |
| Cuarto     | Tatiana Mora   |

| 22    | POR   | Yalitza Sánchez          |  |
| 12    | DEF   | Laura Sánchez            |  |
| 4     | DEF   | Ivonne Rodríguez         |  |
| 5     | DEF   | Raquel Chacón            |  |
| 19    | DEF   | Valery Sandoval          |  |
| 10    | MED   | Shirley Cruz             |  |
| 7     | MED   | Viviana Chinchilla       |  |
| 21    | MED   | Lixy Rodríguez           |  |
| 11    | DEL   | Priscilla Chinchilla     |  |
| 17    | DEL   | María Fernanda Barrantes |  |
| 9     | DEL   | Sabrina Vásquez          |  |
| D. T. | D. T. | Edgar Rodríguez          |  |

| 18    | POR   | Noelia Bermúdez      |  |
| 16    | DEF   | Gabriela Guillén     |  |
| 12    | DEF   | Kimberly Lázaro      |  |
| 19    | DEF   | María José Brenes    |  |
| 3     | DEF   | Marianne Ugalde      |  |
| 10    | MED   | Gloriana Villalobos  |  |
| 6     | MED   | María Paula Elizondo |  |
| 14    | MED   | Fabiola Villalobos   |  |
| 7     | MED   | Mariela Campos       |  |
| 9     | DEL   | Carolina Venegas     |  |
| 17    | DEL   | María Paula Salas    |  |
| D. T. | D. T. | Karol Robles         |  |

| 6  | MED | Yoxseline Rodríguez | 15' |
| 16 | DEF | Daniela Mesén       | 44' |

| 27 | MED | Katheryn Arroyo    | 89' |
| 21 | MED | Catalina Estrada   | 55' |
| 4  | DEL | María Paula Porras | 78' |
| 22 | DEF | Fernanda Chavarría | 70' |

| 64' | Priscilla Chinchilla | 1:0 |

| Principal  | Rebeca Mora    |
| Asistentes | Kindria Agüero |
|            | Kembly Campos  |
| Cuarto     | Tatiana Mora   |

| 22    | POR   | Yalitza Sánchez          |  |
| 12    | DEF   | Laura Sánchez            |  |
| 4     | DEF   | Ivonne Rodríguez         |  |
| 5     | DEF   | Raquel Chacón            |  |
| 19    | DEF   | Valery Sandoval          |  |
| 10    | MED   | Shirley Cruz             |  |
| 7     | MED   | Viviana Chinchilla       |  |
| 21    | MED   | Lixy Rodríguez           |  |
| 11    | DEL   | Priscilla Chinchilla     |  |
| 17    | DEL   | María Fernanda Barrantes |  |
| 9     | DEL   | Sabrina Vásquez          |  |
| D. T. | D. T. | Edgar Rodríguez          |  |

| 18    | POR   | Noelia Bermúdez      |  |
| 16    | DEF   | Gabriela Guillén     |  |
| 12    | DEF   | Kimberly Lázaro      |  |
| 19    | DEF   | María José Brenes    |  |
| 3     | DEF   | Marianne Ugalde      |  |
| 10    | MED   | Gloriana Villalobos  |  |
| 6     | MED   | María Paula Elizondo |  |
| 14    | MED   | Fabiola Villalobos   |  |
| 7     | MED   | Mariela Campos       |  |
| 9     | DEL   | Carolina Venegas     |  |
| 17    | DEL   | María Paula Salas    |  |
| D. T. | D. T. | Karol Robles         |  |

| 6  | MED | Yoxseline Rodríguez | 15' |
| 16 | DEF | Daniela Mesén       | 44' |

| 27 | MED | Katheryn Arroyo    | 89' |
| 21 | MED | Catalina Estrada   | 55' |
| 4  | DEL | María Paula Porras | 78' |
| 22 | DEF | Fernanda Chavarría | 70' |

| 64' | Priscilla Chinchilla | 1:0 |

| Principal  | Rebeca Mora    |
| Asistentes | Kindria Agüero |
|            | Kembly Campos  |
| Cuarto     | Tatiana Mora   |

| 22    | POR   | Yalitza Sánchez          |  |
| 12    | DEF   | Laura Sánchez            |  |
| 4     | DEF   | Ivonne Rodríguez         |  |
| 5     | DEF   | Raquel Chacón            |  |
| 19    | DEF   | Valery Sandoval          |  |
| 10    | MED   | Shirley Cruz             |  |
| 7     | MED   | Viviana Chinchilla       |  |
| 21    | MED   | Lixy Rodríguez           |  |
| 11    | DEL   | Priscilla Chinchilla     |  |
| 17    | DEL   | María Fernanda Barrantes |  |
| 9     | DEL   | Sabrina Vásquez          |  |
| D. T. | D. T. | Edgar Rodríguez          |  |

| 18    | POR   | Noelia Bermúdez      |  |
| 16    | DEF   | Gabriela Guillén     |  |
| 12    | DEF   | Kimberly Lázaro      |  |
| 19    | DEF   | María José Brenes    |  |
| 3     | DEF   | Marianne Ugalde      |  |
| 10    | MED   | Gloriana Villalobos  |  |
| 6     | MED   | María Paula Elizondo |  |
| 14    | MED   | Fabiola Villalobos   |  |
| 7     | MED   | Mariela Campos       |  |
| 9     | DEL   | Carolina Venegas     |  |
| 17    | DEL   | María Paula Salas    |  |
| D. T. | D. T. | Karol Robles         |  |

| 6  | MED | Yoxseline Rodríguez | 15' |
| 16 | DEF | Daniela Mesén       | 44' |

| 27 | MED | Katheryn Arroyo    | 89' |
| 21 | MED | Catalina Estrada   | 55' |
| 4  | DEL | María Paula Porras | 78' |
| 22 | DEF | Fernanda Chavarría | 70' |

| 64' | Priscilla Chinchilla | 1:0 |

| Principal  | Rebeca Mora    |
| Asistentes | Kindria Agüero |
|            | Kembly Campos  |
| Cuarto     | Tatiana Mora   |

## Plantilla del Campeón Nacional
- Valeria Román, Yalitza Sánchez, Fabiola Sánchez, Ivonne Rodríguez, Laura Sánchez, Daniela Mesén, Kristel Cháves, Valery Sandoval, Laura González, Lixy Rodríguez, Alexa Águilar, Raquel Chacón, Yoxseline Rodríguez, Viviana Chinchilla, Steicy Arias, Shirley Cruz, Jeilyn Alvarado, Samira Roper, Ariana Dobles, Priscila Chinchilla, Sianyf Agüero, Fernanda Barrantes, Nicole Gómez, María Paula Sánchez, Mariel Vega, Camila García, Saray Benavides, Karina Cerdas, Daniela Vargas, Melany Campos, Sabrina Vásquez, Alexa Lira.
- Cuerpo Técnico:  Edgar Rodríguez, Carlos Arroyo, Ricardo Araya, Gerardo Salas.

|                        |
| Campeón Alajuelense FF |
| 1.er título            |

## Estadísticas

### Tabla de goleadoras
Goleadoras de la temporada.
| Pos. | Jugador                  | Equipo         | Goles |
| ---- | ------------------------ | -------------- | ----- |
| 1.º  | Priscila Chinchilla      | Alajuelense FF | 33    |
| 2.º  | María Fernanda Barrantes | Alajuelense FF | 29    |
| 3.º  | María Paula Salas        | Saprissa FF    | 19    |
| 4.º  | Daniela contreras        | Dimas Escazú   | 16    |
| 5.º  | Cristel Sandí            | Dimas Escazú   | 14    |
| 6.º  | Stephannie Blanco        | AD Coronado    | 13    |